# Römersalat
Römersalat, auch Romanasalat, Kochsalat, Bindesalat oder Lattuga, in der Deutschschweiz Lattich  (Lactuca sativa Cos-Gruppe, Lactuca sativa var. longifolia), ist eine Varietät der Pflanzenart Gartensalat (Lactuca sativa).

## Beschreibung
Seine kräftig grünen Blätter sind länglich, stark gewellt und haben ausgeprägte mittlere Blattrippen. Fast aufrecht stehend und bis zu 40 Zentimeter lang bilden sie einen lockeren Kopf mit einem Gewicht bis etwa 300 Gramm, der bei älteren Sorten zusammengebunden werden musste, damit die Salatherzen zart und hell bleiben.

## Geschichte
Römersalat soll in Ägypten bereits vor 4000 Jahren bekannt gewesen sein und wurde ursprünglich nur in den Mittelmeerländern angebaut. Heute ist er in ganz Europa und Amerika verbreitet.

## Verwendung
Struktur und Geschmack des Römersalats sind kräftiger als bei Kopf- oder Schnittsalat. Besonders die zarteren inneren Blätter werden frisch für Salate verwendet, können aber auch als Gemüse gedünstet werden. Bei der alten Sorte Kasseler Strünkchen wird stattdessen der Stängel verwendet. Römersalat ist die Hauptzutat des Caesar Salad, eines klassischen Gerichtes der US-amerikanischen Küche. In Österreich wird er hauptsächlich Kochsalat genannt und wie Spinat oder Grünkohl gekocht zubereitet.